# Солтон-Сі
33°20′16″ пн. ш. 115°50′21″ зх. д. / 33.3377° пн. ш. 115.8391° зх. д.
Солтон-Сі, Солтон (англ. Salton Sea, досл. «море Солтон») — солоне мілководне безстічне озеро в округах Ріверсайд і Імперіал на півдні американського штату Каліфорнія. 

## Опис
Розташоване на розломі Сан-Андреас у жолобі Солтон, що прямує до Каліфорнійської затоки в Мексиці. 
Мільйони років річка Колорадо впадала в долину Імперіал і відкладала алювій (ґрунт), створюючи родючі сільськогосподарські угіддя, змінюючи рельєф і постійно переміщуючи свою основну течію та дельту річки. 
Тисячі років річка поперемінно текла в долину або обводила її, створюючи солоне озеро — озеро Кауїлья, або сухим пустельним басейном відповідно. 
Коли річка Колорадо впадає в долину, рівень озера залежить від річкових потоків і балансу між припливом і втратою на випаровування. 
Коли річка тече навколо долини, озеро повністю висихає, як це сталося приблизно в 1580 році. 
У цьому регіоні було знайдено сотні археологічних пам’яток, які вказують на те, що, ймовірно, довгостроково існували індіанські села та тимчасові табори.
Нинішнє озеро утворилося в результаті надходження води з річки Колорадо в 1905 році. 
Починаючи з 1900 року, був прокопаний зрошувальний канал від річки Колорадо до старого каналу річки Аламо, щоб забезпечити водою долину Імперіал для сільського господарства. 
Шлюзи та канали підтримували накопичення мулу, тому на березі річки Колорадо було зроблено серію розрізів, щоб ще більше збільшити потік води. 
Вода від весняної повені прорвалася крізь головний шлюз каналу, що відводило частину річкового потоку в басейн Солтона протягом двох років до завершення ремонту. 
Вода в колишньому сухому дні озера створила сучасне озеро, розмір якого приблизно 24 на 56 км.
Озеро мало б висохнути, але фермери використовували велику кількість води з річки Колорадо і дозволяли надлишку стікати в озеро. 
В 1950-х і в 60-х роках ця територія стала курортом, і громади були розбудовані готелями та будинками для відпочинку. 
Спостереження за птахами також було популярним, оскільки водно-болотні угіддя були основною зупинкою для відпочинку на Тихоокеанському перелітному шляху.
В 1970-х роках вчені попереджали, що озеро продовжуватиме зменшуватись і стане більш негостинним для дикої природи. 
В 1980-х роках забруднення стоками ферм сприяло спалаху та поширенню хвороб. 
Сталося масове вимирання популяцій птахів, особливо після втрати кількох видів риб, від яких вони залежали. 
Солоність піднялася настільки високо, що сталася велика загибель риби, яка часто засмічувала морські береги своїми трупами. 
Туризм різко скоротився.
Після 1999 року озеро почало зменшуватися, оскільки місцеве сільське господарство використовувало воду ефективніше, тому в озеро потрапляло менше стоку. 
У 2020 році журнал Palm Springs Life підсумував екологічну ситуацію так: «Солтон-Сі здобуває славу найбільшої екологічної катастрофи в історії Каліфорнії».
Після повільного старту та деяких невеликих проектів на початку 2021 року розпочалося будівництво проекту вартістю 206,5 мільйонів доларів США в дельті річки Нью-Рівер, створивши ставки та водно-болотні угіддя на південному березі озера.

## Історія
Каліфорнійська затока простягалася б на північ до міста Індіо, якби не дельта, утворена річкою Колорадо.
Три мільйони років, весь плейстоцен, дельта річки розширювалася, поки не відрізала північну частину затоки. 
Відтоді річка Колорадо по черзі впадала в басейн, створюючи прісноводне озеро, і впадала в затоку, залишаючи озеро висихати та перетворюватися на пустелю. 
Порізані хвилями берегові лінії на різних висотах фіксують повторюваний цикл наповнення та висихання протягом сотень тисяч років. 
Найновішим прісноводним озером було озеро Кауїлья,
також відоме як Блейк-Сі 
на честь американського професора і геолога Вільяма Фіппса Блейка.
Займало понад 5200 км², що в шість разів перевищує площу Солтон-Сі.
Археологічні пам’ятки та радіовуглецеві дані свідчать про те, що за останні 1300 років озеро наповнювалося три чи чотири рази. 
Коли озеро було повним, воно приваблюватиме на свої береги корінних американців. 
Було знайдено сотні місць, деякі, можливо, довготривалі села та інші тимчасові табори. 
Мешканці їли принаймні чотири види риби (два з яких були Xyrauchen texanus і Gila elegans), птахів (зокрема Fulica), Lepus californicus, Lepus sylvaticus, а іноді оленів і Ovis canadensis. 
Серед рослин, які вони використовували, були очерет, рогіз, Prosopis. 
Народ Кауїлья має усну пам’ять про останнє озеро, яке існувало в 17 столітті та висохло незабаром після 1700 року.
Піл час іспанського періоду історії Каліфорнії цю територію називали «пустелею Колорадо» на честь річки Колорадо. 
У дослідженні залізниці, завершеному в 1855 році, місцевість мала назву «Долиною стародавнього озера». 
На кількох старих картах з Бібліотеки Конгресу місцевість була позначена як «Долина Кауїлья» (на честь місцевого індіанського племені) і «Долина Кабазон» (на честь вождя місцевих індіанців — вождя Кабазона). 
"Солт-крік" вперше з'явився на карті в 1867 році, а "Станція Солтон" є на карті залізниці 1900 року, хоча це місце було там як залізнична зупинка з кінця 1870-х років.
До появи сучасного моря Солтон-Сі був місцем великого видобутку солі.